# Copelatus pulchellus
Copelatus pulchellus – gatunek wodnego chrząszcza z rodziny pływakowatych i podrodziny Copelatinae.

## Taksonomia
Gatunek został opisany w 1834 roku przez Johanna Christopha Friedricha Kluga jako Agabus pulchellus. Do rodzaju Copelatus przeniósł go w 1882 roku David Sharp. W 1939 roku J. Balfour-Browne zsynonimizował z tym gatunkiem gatunki: Copelatus strigulosus, Copelatus obtusus, Copelatus discoideus i Copelatus africanus. Z kolei w 1967 roku Omer-Cooper do grona jego synonimów włączył Copelatus basalis. Gatunek ten zaliczany jest to grupy gatunkowej Copelatus irinus-group. Holotypem jest samica odłowiona na półwyspie Synaj.

## Opis
Od Copelatus ibrahimi przedstawiciele tego gatunku odróżniają się posiadaniem na pokrywach 6 rzędów złożonych z głęboko wciętych punktów pozbawionych jakichkolwiek szczecinek.

## Występowanie
Gatunek ten zamieszkuje Afrykę i Bliski Wschód. Wykazany został dotąd z Iraku, Arabii Saudyjskiej, Egiptu (północny i południowy Synaj), Mauretanii, Senegalu, Etiopii, Konga, RPA, Natalu.